# Dobo Forest Park
Der Dobo Forest Park ist ein Waldgebiet im westafrikanischen Staat Gambia.

## Topographie
Das ungefähr 1,9 Kilometer breite und 2,9 Kilometer lange, rechteckige Gebiet liegt in der North Bank Region in dem Distrikt Central Baddibu. An der North Bank Road, Gambias zweitwichtigster Fernstraße, befindet es sich auf dem Streckenabschnitt zwischen den Orten Kerewan und Farafenni, dabei liegt das 732 Hektar große Gebiet ungefähr 16 Kilometer östlich von Kerewan und ungefähr 40 Kilometer westlich von Farafenni. Von dem Ort Salikenne ist der Dobo Forest Park ungefähr sieben Kilometer in Luftlinie nördlich entfernt. Der Dobo Forest Park wird durch die North Bank Road getrennt, nördlich der Straße liegen 704 Hektar, weitere 28 Hektar südlich.

## Flora und Fauna

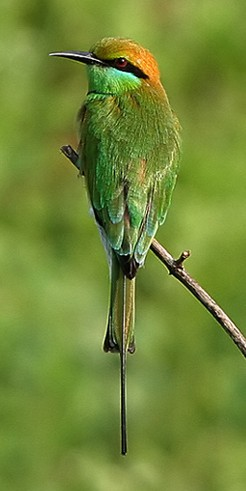
Ein Smaragdspint
(Merops orientalis)

Das Waldgebiet, das hauptsächlich aus niedrigen Bäumen besteht, liegt zum größten Teil auf der nördlichen Seite der Straße.
Zahlreiche Vögel leben in diesem Gebiet, wie beispielsweise das Senegal-Flughuhn (Pterocles quadricinctus), der seltene Smaragdspint (Merops orientalis), Buschsperling (Petronia dentata), Weißbürzelgirlitz (Serinus leucopygius) und das Helmperlhuhn (Numida meleagris).